# Lennart Andersson (botaniker)
Bengt Lennart Andersson, född 18 september 1948 i Alingsås, död 1 januari 2005 i Göteborgs domkyrkoförsamling, var en svensk botaniker, professor vid Göteborgs universitet från 1987. Hans forskning fokuserade på taxonomin, morfologin och geografin hos växtfamiljerna Marantaceae och Musaceae.
Lennart Andersson invaldes som ledamot av Kungliga Vetenskaps- och Vitterhetssamhället i Göteborg 2001. Han är begravd på Stadskyrkogården i Alingsås.